# Mark Knowles
Mark Knowles (Nassau, 4 de Setembro de 1981) é um ex-tenista profissional das Bahamas, que foi apenas 96º do mundo em simples, mas teve grande destaque nas duplas, chegando a ser número 1 do mundo. Ele venceu 55 títulos nas duplas, com destaque para o Australian Open (2002), o US Open (2004) e Roland Garros (2007).
Em duplas, o único torneio do Grand Slam que não conquistou foi Wimbledon, pois o máximo que conseguiu foi ser vice-campeão em 2002. Entretanto, em 2009 conseguiu ser campeão de Wimbledon, mas mas duplas mistas.
Além dos três títulos de Grand Slam, ainda como duplista conquistou 18 títulos de ATP Masters 1000 e um torneio ATP World Tour Finals.
Como simplista, em 1996 foi finalista do ATP de Shanghai. Ainda nesse ano entrou para o Top 100, sendo 96° do mundo naquela oportunidade, esse que foi seu melhor ranking de simples na carreira.
Representou o time das Bahamas na Copa Davis, por 13 anos e disputou Jogos Olímpicos pelo seu país.

## Conquistas mais importantes

### Duplas
- 1993 Canadá Masters, Canadá, com Jim Courier  Estados Unidos
- 1996 Hamburg Masters, Alemanha, com Daniel Nestor  Canadá
- 1996 Cincinnati Masters, Estados Unidos, com Daniel Nestor  Canadá
- 1997 Indian Wells Masters, Estados Unidos, com Daniel Nestor  Canadá
- 1997 Roma Masters, Itália, com Daniel Nestor  Canadá
- 1998 Cincinnati Masters, Estados Unidos, Daniel Nestor  Canadá
- 1999 Cincinnati Masters, Estados Unidos, Daniel Nestor  Canadá
- 2002 Grand Slam do Open da Austrália, com Daniel Nestor  Canadá
- 2002 Indian Wells Masters, Estados Unidos, com Daniel Nestor  Canadá
- 2002 Miami Masters, Estados Unidos, com Daniel Nestor  Canadá
- 2002 Madrid Masters, Espanha, com Daniel Nestor  Canadá
- 2003 Hamburgo Masters, Alemanha, com Daniel Nestor  Canadá
- 2004 Cincinnati Masters, Estados Unidos, com Daniel Nestor  Canadá
- 2004 Grand Slam do U.S. Open, com Daniel Nestor  Canadá
- 2004 Madrid Masters, Espanha, com Daniel Nestor  Canadá
- 2005 Indian Wells Masters, Estados Unidos, com Daniel Nestor  Canadá
- 2005 Madrid Masters, Espanha, com Daniel Nestor  Canadá
- 2006 Indian Wells Masters, Estados Unidos, com Daniel Nestor  Canadá
- 2006 Roma Masters, Itália, com Daniel Nestor  Canadá
- 2007 Grand Slam do Open da França, com Daniel Nestor  Canadá
- 2007 ATP World Tour Finals, China, com Daniel Nestor  Canadá
- 2009 Canadá Masters, Canadá, com Mahesh Bhupathi  Índia

### Duplas Mistas
- 2009 Grand Slam de Wimbledon, com Anna-Lena Grönefeld  Alemanha

## ver também
- Lista de campeões em duplas de torneios do Grand Slam
- Lista de campeões em duplas mistas de torneios do Grand Slam